# Relations entre l'Allemagne et Chypre
Les relations entre l'Allemagne et Chypre sont les relations étrangères bilatérales de l'Allemagne et de Chypre, deux États membres de l'Union européenne.

## Histoire
Les relations diplomatiques entre les deux pays ont été établies le 16 août 1960, soit quatre jours après l'indépendance de Chypre le 20 août 1960.
Un accord commercial et économique a été conclu entre les deux pays en 1961 et un accord de transport aérien a été conclu en 1967.
Dans un rapport en date du 7 avril 1967, le chancelier Willy Brandt exprime son inquiétude dans l'aggravation de la situation entre la Grèce et la Turquie, deux membres de l'OTAN. Du fait des bonnes relations entretenues entre par l'Allemagne avec ces deux pays, l'Allemagne juge que toute aggravation risquerait de perturber les relations avec l'un des deux pays et, en conséquence, le chancelier Brandt apporte le soutien financier de l'Allemagne à la Force des Nations unies chargée du maintien de la paix à Chypre. Ce soutien financier permettait également à l'Allemagne de soutenir sa position selon laquelle, en adhérant aux Nations unies, elle pourrait représenter l'Allemagne dans sa totalité, aux dépens de la République démocratique allemande.
Un accord sur le transport de passagers et cargo a été conclu en 1980.
Un accord sur la double imposition a été conclu en 1974.

### Intervention turque dans le nord de Chypre et partition de l'île
Après l'intervention turque au nord de Chypre en 1974, qui a entraîné la division de l'île et la proclamation d'une république chypriote turque en 1983, l'Allemagne a refusé de reconnaître l'existence de Chypre du Nord, mais maintient des contacts avec les communautés chypriotes turques sur les plans culturel et politique.

### Depuis l'adhésion de Chypre à l'Union européenne
Chypre a rejoint l'Union européenne le 1er mai 2004.
Un nouvel accord sur la double imposition a été conclu le 16 décembre 2011.
En octobre 2013, l'Allemagne a restitué 130 fresques et objets volés à Chypre dans les années 1970 et retrouvés à Munich en 1997.

## Économie
En 2015, les importations allemandes depuis Chypre s'élevait 111,2 millions d'euros pour les biens importés. Les importations chypriotes provenant d'Allemagne s'élevait à 556,5 millions d'euros.
En termes de tourisme, l'Allemagne se plaçait en quatrième position pour l'économie chypriote en 2015, avec 112 000 visiteurs.

## Coopération culturelle
Les deux pays ont de forts liens culturels au travers de l'association culturelle germano-chypriote et de l'Institut Goethe basé à Nicosie. Il existe également une association culturelle germano-turco-chypriote.
Les deux pays voient le nombre d'étudiants faire un échange entre eux augmenter. Ainsi, un Institut d'études interdisciplinaires chypriote a ouvert ses portes à l'université de Münster en 1997. De plus, un accord de reconnaissance mutuelle des diplômes a été signé pour faciliter l'admission des étudiants de l'un des pays dans les universités de l'autre.

## Sources
- (en) Cet article est partiellement ou en totalité issu de l’article de Wikipédia en anglais intitulé « Cyprus–Germany relations » (voir la liste des auteurs).

## Compléments